# Salzburg Challenger 1988
Il Salzburg Challenger 1988 è stato un torneo di tennis facente parte della categoria ATP Challenger Series nell'ambito dell'ATP Challenger Series 1988. Il torneo si è giocato a Salisburgo in Austria dal 9 al 15 maggio 1988 su campi in terra rossa.

## Vincitori

### Singolare
Bruno Orešar ha battuto in finale  Damir Keretić con il punteggio di 6–2, 2–6, 6–2

### Doppio
Damir Keretić /  Diego Pérez hanno battuto in finale  Jean-Philippe Fleurian /  Andreas Maurer con il punteggio di 6–2, 6–4